# Lot nad Wiedniem

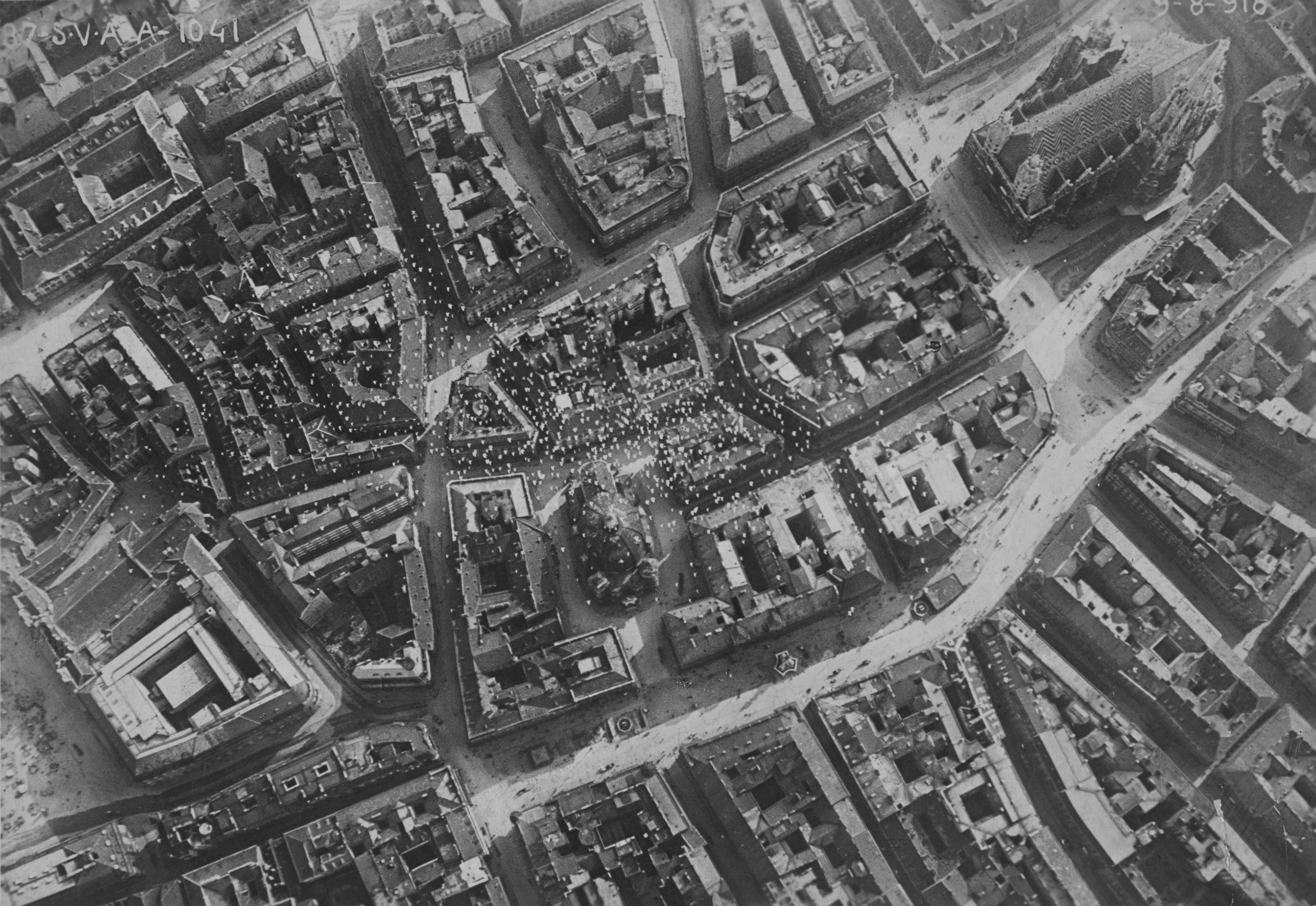
Lot nad Wiedniem w 1918 r.

Lot nad Wiedniem (niem. Flug über Wien) – akcja propagandowa włoskich pilotów, którzy 9 sierpnia 1918 roku podczas I wojny światowej zrzucili na dzielnice Wiednia ulotki propagandowe wzywające Austriaków do zakończenia wojny.

## Historia
9 sierpnia z lotniska San Pelágio w gminie Due Carrare wyleciało 10 samolotów Ansaldo SVA.5 i dwumiejscowy Ansaldo SVA10 z kapitanem Natale Palli jako pilotem i inicjatorem akcji Gabriele D’Annunzio. Wkrótce trzy z nich pilotowane przez Francisa Ferrarin, kapitana Alberto Masprone i Vincenzo musiały zawrócić z powodu awarii silnika. Samolot porucznika Giuseppe Sarti wylądował na terytorium Austrii i spalił się, a pilot dostał się do niewoli. Pozostałe sześć samolotów o 9:20 dotarło do celu. Samoloty zeszły na wysokość około 800 metrów nad centrum Wiednia i zrzuciły 50 tysięcy ulotek w języku włoskim, których autorem był D’Annunzio i około 350 tysięcy krótszego tekstu napisanego przez Ugo Ojetti przetłumaczonego na język niemiecki. Piloci wrócili do San Pelagio o 12:40. Dodatkowo podczas lotu wykonano około 60 zdjęć lotniczych Wiednia.

## Treść ulotek
Treść jednej z ulotek z odpowiednim komentarzem przedrukowały również polskie gazety:
„Wiedeńczycy! Poznajcie Włochów! Gdybyśmy chcieli, moglibyśmy rzucić całe tony bomb na wasze miasto, a my przesyłamy wam tylko pozdrowienie trójbarwnej wolności. My, Włosi wojny nie toczymy z obywatelami, dziećmi, starcami i kobietami. Toczymy wojnę z waszym rządem wrogiem wolności ludowej, z waszym ślepym, upartym, okrutnym rządem, który nie potrafi wam dać ani pokoju, ani chleba, a karmi was nienawiścią i złudnymi nadziejami. Wiedeńczycy! Mówią, żeście inteligentni. Ale odkąd przywdzialiście mundur pruski, spadliście na poziom pruskiego grubianina, a cały świat zwrócił się przeciw wam. Jeżeli chcecie dalej prowadzić wojnę, to ją prowadźcie, skoro chcecie popełnić samobójstwo. Czyż spodziewacie się zwycięstwa rozstrzygającego, które wam obiecali pruscy generałowie? Ich rozstrzygające zwycięstwo, to tak jak chleb z Ukrainy, czeka się nań i umiera zanim nadejdzie. Obywatele wiedeńscy! Uważajcie, co was czeka i obudźcie się. Niech żyje wolność, niech żyją Włochy, niech żyje koalicja!”

## Efekt akcji
Mieszkańcy Wiednia zbierali ulotki i ich cena zaraz po nalocie wynosiła 20 koron i drożej. Zbierali je również policjanci i żołnierze, a prasa przypominała, że posiadanie ich jest zdradą stanu. Kilka dni po nalocie kartki podrożały i ich cena wynosiła 100 koron. Lot nad Wiedniem nie miał znaczenia militarnego, ale wyłącznie propagandowe zarówno we Włoszech, jak i za granicą.